# Бай Цзиньши
Бай Цзиньши́ (кит. 白金石; Пустой шаблон {{ВД-Преамбула}} ) — китайский шахматист, гроссмейстер (2015).

## Карьера
В 2009 году выиграл чемпионат мира до 10 лет.
В 2014 году выиграл London Chess Classic Open.
В 2016 году выиграл опен-турнир в Каннах, разделил 1-е место с Сергеем Тивяковым на фестивале в Гронингене.
В 2018 году разделил 1-е место с Вэнь Яном на чемпионате Китая, также выиграл North American Open в Лас-Вегасе.
В 2019 году выиграл Spring Chess Classic (B) в Лас-Вегасе.
В составе сборной Китая выступал на соревнованиях:
- Юношеская олимпиада (2-я доска, +6 −3 =1), (2013)[11].
- Матч Китай — Россия (2018)[12];
- Национальный кубок Азии[13] — бронзовая медаль (2018)[14];
- Матч Китай — Индия (2018)[15]

## Известные партии
В ноябре 2017 года в китайской лиге сыграл с Дин Лижэнем одну из лучших партий в истории. Дин Лижэнь красиво победил.
[Event "TCh-CHN 2017"]
[Site "China CHN"]
[Date "2017.11.04"]
[Round "18.4"]
[White "Bai, Jinshi"]
[Black "Ding Liren"]
[Result "0-1"]
[WhiteElo "2553"]
[BlackElo "2774"]
[Variant "Standard"]
[TimeControl "-"]
[ECO "E21"]
[Opening "Nimzo-Indian Defense: Three Knights Variation"]
[Termination "Normal"]
[Annotator "lichess.org"]
1. d4 Nf6 2. c4 e6 3. Nc3 Bb4 4. Nf3 { E21 Nimzo-Indian Defense: Three Knights Variation } O-O 5. Bg5 c5 6. e3 cxd4 7. Qxd4 Nc6 8. Qd3 h6 9. Bh4 d5 10. Rd1 g5 11. Bg3 Ne4 12. Nd2 Nc5 13. Qc2 d4 14. Nf3 e5 15. Nxe5 dxc3 16. Rxd8 cxb2+ 17. Ke2?? { (0.15 → -3.04) Blunder. Rd2 was best. } (17. Rd2) 17... Rxd8 18. Qxb2 Na4 19. Qc2 Nc3+ 20. Kf3 Rd4 21. h3 h5 22. Bh2?! { (-2.53 → -3.80) Inaccuracy. e4 was best. } (22. e4 Rxe4) 22... g4+ 23. Kg3 Rd2 24. Qb3? { (-4.16 → -7.81) Mistake. Qxd2 was best. } (24. Qxd2 Ne4+ 25. Kh4 Bxd2 26. Nxc6 bxc6 27. Be2 Be6 28. Bf4 Nxf2 29. Rf1 Ne4 30. Bd3 Nc5) 24... Ne4+ 25. Kh4 Be7+ 26. Kxh5 Kg7 27. Bf4? { (-4.99 → -11.73) Mistake. Nxc6 was best. } (27. Nxc6 bxc6) 27... Bf5 28. Bh6+ Kh7 29. Qxb7 Rxf2 30. Bg5?! { (-10.09 → Mate in 7) Checkmate is now unavoidable. Qxe7 was best. } (30. Qxe7 Nxe7) 30... Rh8 31. Nxf7 Bg6+ 32. Kxg4 Ne5+ { White resigns. } 0-1